# 胡德文 (智能科学家)
胡德文 (1963年8月—)，湖南岳阳人，中共党员，国防科学技术大学机电工程与自动化学院自动控制系教授。入选中华人民共和国教育部2008年度"长江学者"特聘教授，百千万人才工程国家级人选。